# Uroš Krek
Uroš Krek (ur. 21 maja 1922 w Lublanie, zm. 3 maja 2008 w Jesenicach) – słoweński kompozytor.

## Życiorys
Studiował w Akademii Muzycznej w Lublanie, gdzie jego nauczycielem był Lucijan Marija Škerjanc. W latach 1950–1958 pracował jako redaktor działu muzycznego w lublańskim radiu, następnie od 1958 do 1967 roku był współpracownikiem Instytutu Etnomuzykologii. Od 1967 do 1986 roku wykładał kompozycję w Akademii Muzycznej w Lublanie. Był członkiem Jugosłowiańskiej Akademii Nauki i Sztuki (1977) oraz Słoweńskiej Akademii Nauki i Sztuki (1979).
Tworzył w klasycznych formach, z niewielkim wykorzystaniem elementów słoweńskiego folkloru muzycznego. Pisał głównie muzykę instrumentalną.

## Wybrane kompozycje
(na podstawie materiałów źródłowych)

### Utwory orkiestrowe
- Koncert na skrzypce i orkiestrę (1949)
- Koncert na fagot i orkiestrę (1954)
- Mouvements concertants na smyczki (1956)
- Koncert na róg i orkiestrę (1960)
- Inventiones ferales na skrzypce i orkiestrę (1962)
- Piccolo concerto (1966)
- Symfonia na smyczki (1973)
- Koncert na wiolonczelę i orkiestrę (1984)

### Utwory kameralne
- Sonata skrzypcowa (1946)
- Thème varié na puzon i fortepian (1970)
- Capriccio na altówkę i 10 instrumentów (1971)
- Sonata na 2 skrzypiec (1971)
- La Journée d’un bouffon na kwintet dęty blaszany (1973)
- Duo na skrzypce i wiolonczelę (1975)
- Sonata klarnetowa (1976)
- Trio na skrzypce, altówkę i wiolonczelę (1977)
- Kwartet smyczkowy (1979)
- Sonata wiolonczelowa (1984)
- Espressivo na flet i fortepian (1985)
- Jeux pour quatre (1986)

### Utwory wokalno-instrumentalne
- Staroegiptovske strofe na tenora i orkiestrę (1967)